# 小荒井村
小荒井村（こあらいむら）は、かつて岐阜県羽島郡に存在した村である。
現在の羽島市足近町の一部、及び足近町小荒井などに該当する。
市場村発足時は羽栗郡の村であったが、郡の合併により羽島郡の村となった。

## 歴史
- 羽栗郡西門間庄[2]
- 1889年（明治22年）7月1日 - 町村制により小荒井村が発足。
- 1897年（明治30年）4月1日[3] - 羽栗郡と中島郡が合併して羽島郡となる。小荒井村は羽島郡の村となる。
- 1897年（明治30年）4月1日 - 市場村、南宿村、北宿村、直道村、坂井村、南之川村と合併し、足近村が発足。同日小荒井村廃止。